# IC 4608
IC 4608 هو اصطدام مجري، يقع في كوكبة طائر الفردوس.

## روابط خارجية
- IC 4608 على موقع ويكي سكاي: DSS2, SDSS, GALEX, IRAS, Hydrogen α, X-Ray, Astrophoto, Sky Map, Articles and images